# Hi-NRG
Hi-NRG (Abkürzung von „High Energy“) ist eine Stilrichtung der elektronischen Tanzmusik, die in den 1980er Jahren populär war. Die Musik zeichnet sich durch mechanische Beats, staccatoartige Technoklänge und Funkeinflüsse aus. Es ist die Weiterentwicklung von Euro Disco, die den Übergang zur elektronischen Tanzmusik einleitete. Spätestens 1981 hatte „The San Francisco Sound“ Pionier Patrick Cowley (1950–1982) mit den Hits „Menergy“ und „Megatron Man“ nicht nur in Schwulenclubs großen Erfolg.
Der Begriff wurde zuerst 1983 in der britischen Musikzeitschrift Record Mirror  erwähnt, die dann wöchentlich Hi-NRG-Charts veröffentlichte. Der erste „Hi-NRG“-Hit in Großbritanniens Top 100 war Hazell Deans Searching (I Got to Find a Man) (Proto Records) von Stock Aitken Waterman auf Platz 76, der in den Schwulenclubs viel beliebter war. Als erster weltweiter Hit des Genres kann der Song Relax der britischen Gruppe Frankie Goes to Hollywood betrachtet werden.
Evelyn Thomas hatte 1984 in Deutschland einen Nummer-eins-Hit mit High Energy im gleichnamigen Musikstil, der die Richtung stark popularisierte. 1985 und 1986 wurden die bekanntesten Lieder der „Hi-NRG“-Ära veröffentlicht, dazu zählen Dead or Alives You Spin Me Round (Like a Record) (1985 UK Platz 1, US Platz 11) und Bananaramas Venus (1986 US Platz 1, UK Platz 8). Ein sehr erfolgreicher Produzent und Künstler dieser Stilrichtung ist Bobby 'O', der viele Ohrwürmer der 1980er Jahre produziert hat, zum Beispiel für Divine, die Flirts, Claudja Barry oder die Pet Shop Boys.

## Die wichtigsten Hi-NRG-Musiker
| - Sylvester und Produzent Patrick Cowley - Frankie Goes to Hollywood - Bananarama - Divine - Donna Summer (1989) - Earlene Bentley - Eastbound Expressway - New Order - Bobby Orlando - Evelyn Thomas - Laura Branigan | - Laura Pallas - Barbara Pennington - Seventh Avenue - Brian Ice - Tony De Vit - Dead or Alive - Miquel Brown - The Flirts - Oh Romeo - Lime - Fancy | - Carol Jiani - Trans-X - Jessica Williams - Kelly Marie - Lisa - Mel & Kim - Paul Parker - Roni Griffith - Suzy Q. - Tapps |

## Bekannte Titel
| - Blue Monday - High Energy - Venus - Self Control - You Spin Me Round (Like a Record) - Gloria - She Has a Way | - You Keep Me Hangin’ On (In der Version von Kim Wilde) - Boys (Summertime Love) - Helpless - Don’t Pretend to Know - Rocket to Your Heart - Can’t Live Without Your Love - Mercy |

## Filme
- Olivier Monssens: High Energy - Disco auf Hochtouren, arte-Dokumentation, Belgien, 2018